# Mont-Aux-Sources
Mont-aux-Sources is een berg in Zuid-Afrika, en is een van de hoogste toppen van de Drakensbergen. Het ligt voor het grootste gedeelte in Lesotho, maar delen liggen ook in de provincies KwaZoeloe-Natal en Vrijstaat.
De top is bereikbaar via de Sentinel Car Park nabij Witsieshoek, via touwladders.

## Naamgeving

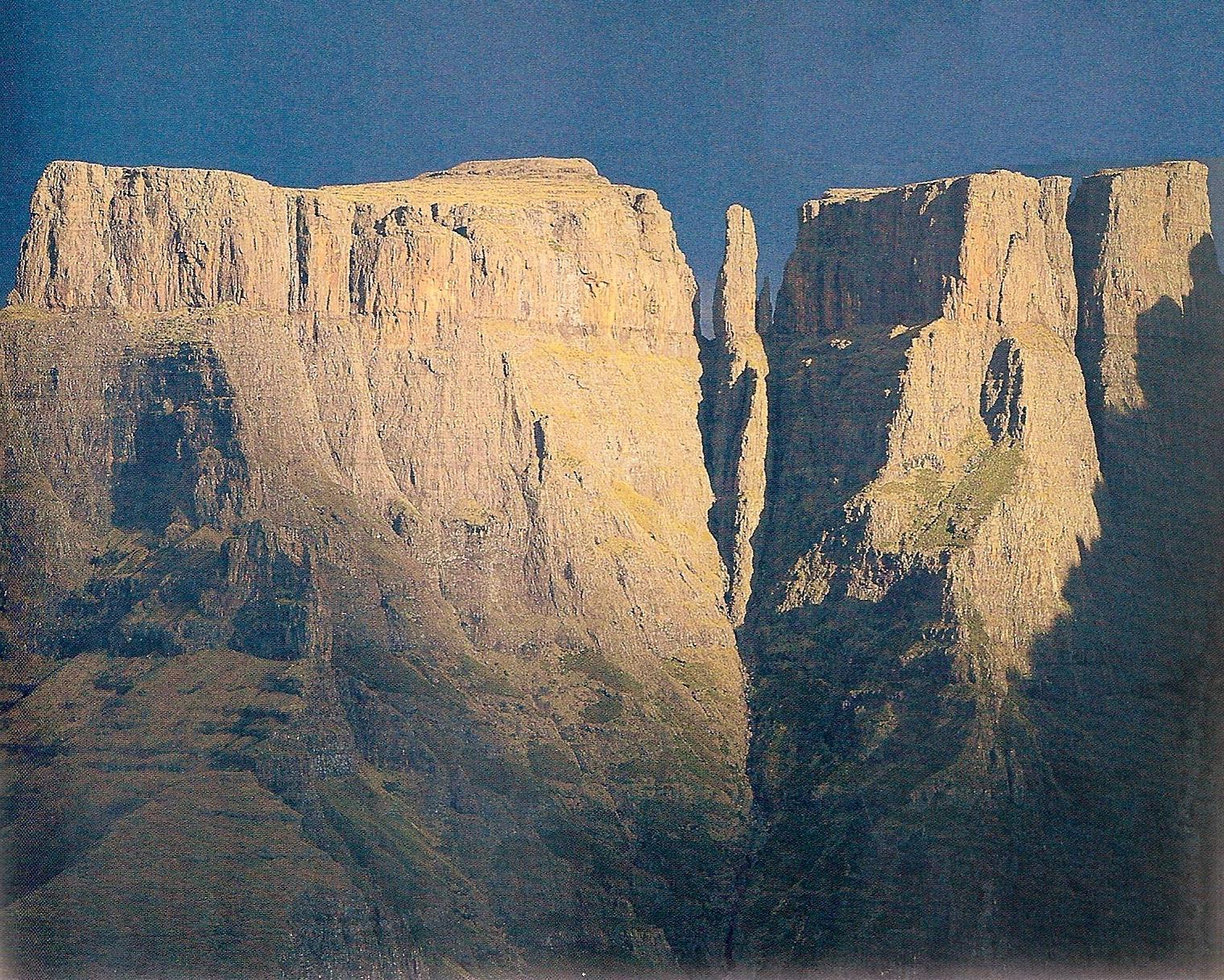
Zicht op een deel van de helling.

Het bergachtige gebied werd toen 'Mont aux Sources' genoemd (berg van de bronnen) door Franse missionarissen die de regio bezochten in 1836. Een aantal grote rivieren hebben nabij Mont-aux-Sources hun bron (de Vaal, Oranjerivier en de Tugela).